# Osculum infame

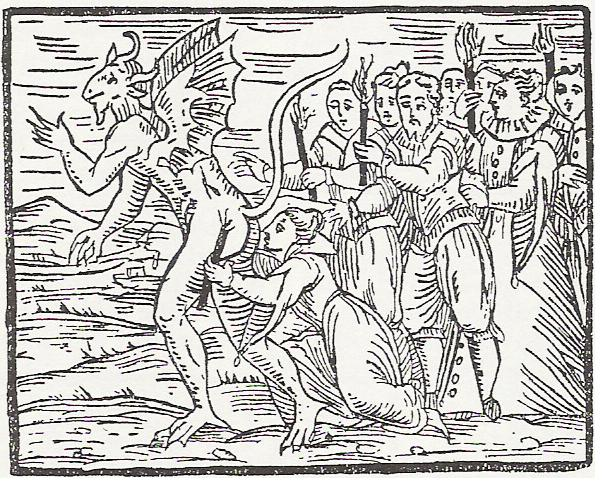
Der Osculum infame in Francesco Maria Guazzos Compendium maleficarum aus dem Jahr 1608

Osculum infame ist der Name des angeblichen rituellen Grußes einer Hexe beim Treffen mit dem Teufel beim Hexensabbat. Der Name bedeutet zu Deutsch „beschämender Kuss“ oder „Kuss der Schande“, da es darum ging, den Anus des Teufels, seinen anderen Mund, zu küssen. Laut Folklore war es dieser Kuss, der es dem Teufel ermöglichte, Frauen zu verführen.

## Geschichte
Das Motiv des Kusses auf das Hinterteil eines Idols, Dämons oder des Teufels lässt sich im Mittelalter auf die Verfolgung der Waldenser zurückführen, denen derartige Praktiken nachgesagt wurden. Dies wurde zunächst auf andere Häretiker übertragen. So spielte der Vorwurf, dass die Templer eine schwarze Katze auf den Hintern küssen würden, bei der Zerschlagung des Ordens eine Rolle. Später wurde dieses Motiv auf Hexen übertragen. Der Kuss auf den Hintern ist dabei Teil der sehr sexualisierten Darstellungen und Vorstellungen des Hexensabbats.

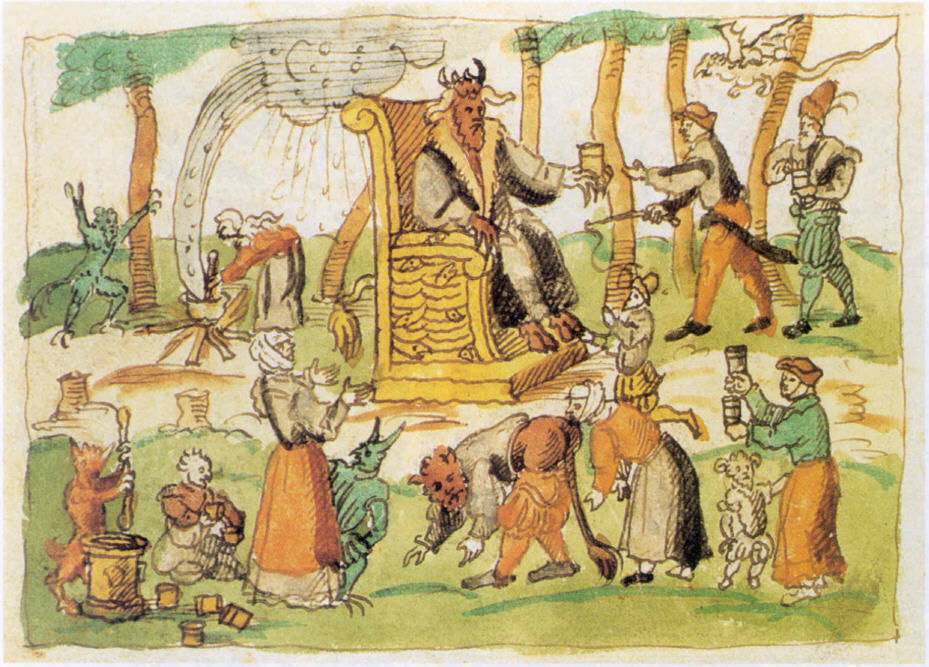
Darstellung eines Hexensabbats aus der Chronik des Johann Jakob Wick mit Osculum infame im Vordergrund.

Während der Zeit der Hexenverfolgung glaubten viele, dass Hexen den Teufel verehrten und ihm huldigten, indem sie sein Hinterteil küssten. Das Osculum infame wird häufig in Berichten über einen Hexensabbat und in Geständnissen erwähnt, von denen die meisten unter Folter erzwungen wurden.
Die Assoziation der Wörter Ketzer mit Katze im Mittelalter wird mit dem angeblichen Ritual erklärt, eine Katze als Tier des Teufels auf den Hintern zu küssen (laut Alanus ab Insulis: quia osculantur posteriora cati, in cujus specie ut dicunt apparet eis Lucifer). Ein derartiges Ritual, bekannt als osculum infame, wird in dem Schreiben Vox in Rama (1233) von Papst Gregor IX. beschrieben.

## Belege
1. ↑  Jonathan Durrant: The osculum infame. Heresy, secular culture, and the image of witches’ sabbath. In: Karen Harvey (Hrsg.): The Kiss in History. Manchester University Press, Manchester/New York 2005, ISBN 0-7190-6595-X, S. 36–60.
2. ↑  W. H. Trethowan: The Demonopathology of Impotence. In: The British Journal of Psychiatry, Band 109, Heft 460, Mai 1963, Seiten 341–347, doi:10.1192/bjp.109.460.341.
3. ↑  Rosemary Guiley: The Encyclopedia of Witches, Witchcraft and Wicca. Infobase, 2010, ISBN 978-1-4381-2684-5, S. 192 (online)
4. ↑  Zur Ketzer/Katzen-Etymologie Meinolf Schumacher: Sündenschmutz und Herzensreinheit: Studien zur Metaphorik der Sünde in lateinischer und deutscher Literatur des Mittelalters, München 1996, ISBN 3-7705-3127-2 (Digitalisat), S. 379–383.